# Badajoz (provins)
Badajoz er den sydligste af de to provinser i den spanske autonome region Extremadura. Med et areal på 21.766 km² er den Spaniens største provins.
Badajoz har 671.299 indbyggere (2005), provinshovedstaden er byen Badajoz. En anden vigtig by er Mérida, der er hovedstad i den autonome region.
Landskabet er forholdsvis fladt med en stor flod, Guadiana, som går fra øst mod vest. Store dele af året har den forholdsvis lille vandføring.
Andre byer er Almendralejo, Zafra, Don Benito, Jerez de los Caballeros, og Villanueva de la Serena.